# Eymeux
 Eymeux  là một xã thuộc tỉnh Drôme trong vùng Auvergne-Rhône-Alpes in the Auvergne-Rhône-Alpes region đông nam nước Pháp. Xã Eymeux nằm ở khu vực có độ cao từ 140-214 mét trên mực nước biển.